# Nāḩiyat al Jānūdīyah
Nāḩiyat al Jānūdīyah (arabiska: ناحية الجانودية) är ett subdistrikt i Syrien.   Det ligger i provinsen Idlib, i den nordvästra delen av landet, 270 km norr om huvudstaden Damaskus.
Trakten runt Nāḩiyat al Jānūdīyah består till största delen av jordbruksmark. Runt Nāḩiyat al Jānūdīyah är det ganska tätbefolkat, med 179 invånare per kvadratkilometer.